# Sombrio (kommun)
Sombrio är en kommun i Brasilien.   Den ligger i delstaten Santa Catarina, i den södra delen av landet, 1 500 km söder om huvudstaden Brasília. Antalet invånare är 26 626.
Följande samhällen finns i Sombrio:
- Sombrio

Omgivningarna runt Sombrio är en mosaik av jordbruksmark och naturlig växtlighet. Runt Sombrio är det ganska tätbefolkat, med 144 invånare per kvadratkilometer.